# Здиховський Олександр Панасович
Олекса́ндр Пана́сович Здихо́вський (* 12 вересня 1907, ст. Муравйов-Амурськ (Лазо), Приморський край — † 24 червня 1990) — український режисер 1920-тих років.

## Біографія
Уродженець Зеленого Клину. У 1920-тих реемігрував в Україну.
1929 року закінчив Вінницький музичний технікум, був солістом і режисером вінницької Другої пересувної опери Правобережжя, режисер — С. Каргальський, диригент — М. Вериківський, хормейстер — С. Ю. Папа-Афанасопуло.
Протягом 1932—1941 років — соліст та режисер Луганського театру опери та балету, з 1941 — режисер. Художнім керівником та режисером театру був Микола Миколайович Боголюбов, музичним керівником та головним диригентом — заслужений артист республіки Олександр Гаврилович Єрофеєв, диригент — Макс Купер, балетмейстер Марк Цейтлін, художники — Олесь Власюк та Едуард Ляхович.
В 1948—1968 роках — головний режисер Донецького театру опери та балету.
З 1968 — художній керівник Донецького обласного Будинку працівників культури.
Зрежисував вистави:
- «Князь Ігор» Бородіна,
- «Запорожець за Дунаєм» Гулака-Артемовського,
- «Фауст» Гуно,
- «Тарас Бульба» Лисенка,
- «Молода гвардія» Мейтуса,
- «Борис Годунов» Мусоргського,
- «Мазепа», «Черевички» Чайковського, «Кармен» Бізе.

Народний артист УРСР (1954), нагороджений совєцьким орденом Леніна.